# American bully
El american bully es una raza de perro terrier de tipo molosoide originaria de los Estados Unidos. Se utilizaban como perros de pelea aún cuando estos eventos fueron prohibidos en 1976; actualmente son criados como perros de compañía (aunque sigue siendo una raza predilecta en las peleas de perros, ahora realizadas de forma clandestina). Es reconocida principalmente por el United Kennel Club (desde 2013), Club Híbrido Canino Americano y por el ABKC (American Bully Kennel Club), en Estados Unidos, y por Alianz Canine y la CRCPE (Conservación de las razas caninas puras en España), en España, ambas entidades reconocidas oficialmente por el Ministerio de Agricultura, Ganadería y Medio Ambiente de España.
Es una raza relativamente moderna que se originó en 1980, aunque su desarrollo y el reconocimiento de esta no fue hasta 1990. De acuerdo con el United Kennel Club, la raza se originó por cruzamiento del American Staffordshire terrier, Staffordshire bull terrier, pitbull, bulldog inglés, Olde English Bulldogge, bulldog americano y bulldog francés. Sin embargo, existen controversias con respecto a la participación del pitbull, ya que el UKC acepta registrar Amstaffs como pit bull terriers, y los perros del UKC utilizados en las cruzas eran de líneas de Amstaff. El American Bully Kennel Club, por ejemplo, destaca la gran similitud entre el bully y el Amstaff, señalando como única diferencia la apariencia física.
Sus criadores pusieron especial cuidado en conseguir un perro que fuera un excelente compañero familiar, seleccionando cuidadosamente los atributos más deseables del American Stafforshire terrier, con el temperamento noble y tranquilo del bulldog, con lo que se ha conseguido una mascota de temperamento leal y delicado, aunque físicamente (a pesar de su estampa robusta) deja mucho que desear debido a que no desempeña ninguna función de trabajo como perro.

## Historia y origen

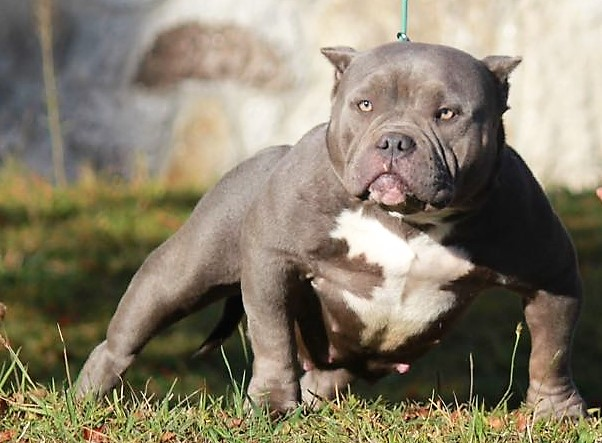
American Bully Hembra

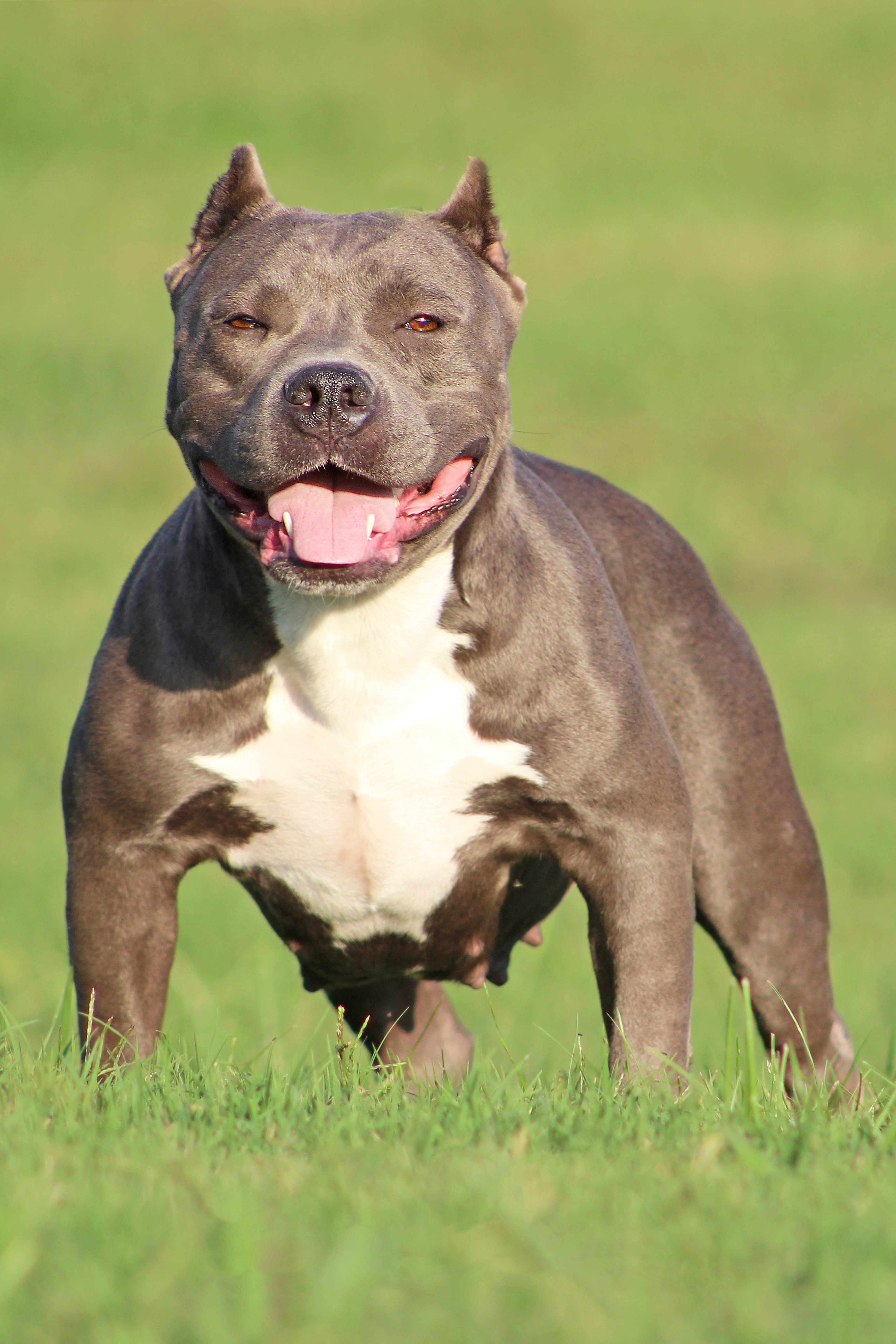
American Bully hembra blue nose

El American Bully como raza surgió a partir del deseo de poseer un perro de compañía totalmente dócil tanto con personas como con animales, pero que poseía apariencia fuerte y pesada con una cabeza diferenciada. En la década de 1990 David Wilson, que antes era admirador de los pit bulls, pasó a interesarse por perros de la raza American Staffordshire Terrier (Amstaff) y en esta época inició su creación de Amstaffs utilizando como base el perro Blue maxx, la perra Silver Sadey of ML, el perro Throwin Knuckles] y el perro Jackson's Mr. Brooks — todos con varios campeones del American Kennel Club en sus pedigríes — consiguiendo desarrollar un linaje de perros robustos con cabezas voluminosas, la cual fue conocida por el nombre de su criadero Razor Edge. A mediados de la década de 1990 hasta principios de los años 2000, el linaje llamó la atención por la coloración azul (Blue nose), por el físico robusto y compacto con cabeza grande, y por su apariencia intimidante luego estos perros recibieron el apodo de "bully style"("estilo matón"). En la misma época surgieron otros dos linajes similares presentando el mismo concepto, y que tuvieron igual importancia para el American Bully: el linaje Gotti (o Gottiline) que tuvo como base el perro Notorious Juan Gotty que produjo más de 900 hijos; y el linaje Greyline cuya base fue la perra Tony's Showtime. El "movimiento bully" o "bully style" — que también ocurrió en otras razas como en el Bulldog americano y en el Olde English Bulldogge — se hizo bastante popular y surgieron diversas vertientes dentro del concepto que utilizando los linajes citados junto con la realización excesiva de apareamientos consanguíneos y la inserción de razas del tipo bulldog originaron perros con características físicas bastante exóticas y robustas. Con esta inserción de otras razas — con base en relatos creíbles se sospecha de la inserción de bulldog inglés, bulldog francés, bulldog americano, dogue de bordaux e incluso tipos de mastines — la selección morfológica en fin dio origen a la raza American Bully y sus propias diversas variedades, incluidas las variedades oficiales: estándar, classic, pocket y XL; que difieren en tamaño y peso. Dentre estas variedades solo el "Standard" es reconocido por el United Kennel Club. Además de estas, existen también las variedades no oficiales. 
En 2003 se fundó un club propio para registro de la raza el The Bully Kennel Club (BKC). Y en 2004 fue fundado el American Bully Kennel Club (ABKC) conocido actualmente como el mayor club de la raza. En 2013 el American Bully fue finalmente reconocido por el United Kennel Club el segundo más grande club internacional de Estados Unidos.

## Descripción
Es un perro bastante manso y no se creó para ninguna función de trabajo, suelen ser muy musculados, con una poderosa cabeza, espalda corta.
Es un perro compacto y algo intimidante a primera vista, pero de carácter bueno, principalmente con los niños que hace de este perro su mejor y más destacada característica.

## Variedades
El ABKC (American Bully Kennel Club) reconoce cuatro variedades de American Bully. Las demás entidades cinófilas se limitan a aceptar sólo las variedades estándar y classic.

### Variedades oficiales
- Estandard ("estándar"): la variedad Standard es la más homogénea entre las cuatro. De tamaño medio, la altura a la cruz de los machos varía entre 43 y 51 cm, y de las hembras entre 40 y 48 cm.
- Pocket ("de bolsillo"): la variedad Pocket es la más pequeña de las cuatro variedades oficiales. Los machos miden exactamente entre 36 y 43 cm a la cruz, mientras que las hembras miden entre 33 y 40 cm.
- XL (acrónimo para "Extra grande"): La variedad XL es la mayor de las variedades oficiales. La altura de los machos varía exactamente entre 51 y 57 cm, y las hembras entre 48 y 54 cm a la cruz.
- Classic ("clásico"): Los perros de la variedad Classic son los que más se asemejan al "American bully primitivo". Aunque tiene la misma estatura de la variedad Estándar su físico es menos robusto.

### Variedades no oficiales
Entre las variedades  se pueden citar las variedades desde la más grande que es XL, estándar, pocket y micro o exotic.

## Cuidados
El aseo es fundamental en esta raza, son amantes de la limpieza.
En el país de origen del bully, donde existe el mayor número de perros de la raza, se ha informado de algunas enfermedades. Las principales enfermedades son la displasia de codo y displasia de cadera, y problemas en el sistema digestivo y el sistema respiratorio.

## Características
- Orejas: Cortadas o sin cortar.

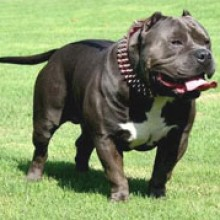
Un american bully en pleno ejercicio

- Ojos: Todos los colores. Redondeados u ovalados, de baja posición en el cráneo.

- Hocico: De tamaño mediano, redondeado en la parte superior, o de forma cuadrada, situado a la misma altura que sus ojos. Mandíbulas bien definidas. La mandíbula inferior debe ser poderosa y poseer gran poder de mordida. Los labios deben ser cortos, en algunos casos se acepta la caída, pero no se prefiere. Solo se acepta la mordida en tijera. Prognatismo y enognatismo serán penalizados.

- Nariz: Todos los colores son aceptables.

- Cuello: Pesado, levemente arqueado, debe comenzar en sus hombros y terminar en su cráneo. De tamaño mediano.

- Hombros: Fuertes y musculosos.

- Cuerpo: Costillas bien marcadas y profundas en la parte trasera. Todas las costillas juntas. Cuartos delanteros en un conjunto bastante amplio de separación, para permitir el buen desarrollo de un fuerte pecho.

- Cola: Corta en comparación al tamaño de su cuerpo, baja y afinándose hacia la punta. No se admiten las colas cortadas o enruladas.

- Patas: Las piernas delanteras deben ser rectas. Un ligero giro hacia el exterior de los pies es aceptado, pero no es deseado. Los huesos deben ser grandes y redondeados. La cuartilla en posición vertical. No deben ser chuecas en el frente.

- Color de pelaje:No hay uno específico, aunque el azul(gris) con una mancha blanca en el pecho es el más común.[10]

## Peligrosidad y legislaciones
En algunos países, está considerado como peligroso por sus características físicas.

### Reino Unido
El Reino Unido ha prohibido el American Bully XL tras varios ataques mortales. Por lo tanto, los dueños serán multados, y los perros serán sacrificados.

### Alemania
Alemania aprobó una ley sobre perros peligrosos en 2001, que prohíbe la importación o transferencia de ciertos perros e incluye las siguientes razas: American Staffordshire terrier, bull terrier, pitbull y Staffordshire bull terrier, así como cruces y razas mixtas de estos animales.
El 9 de febrero de 2023, el Tribunal Administrativo Superior de Renania-Palatinado dictaminó que la clasificación de un perro cuyo padre era un American Bully (raza peligrosa) está permitida según la ley estatal sobre estos animales.
En un año, dos personas fueron asesinadas por perros de raza American Bully, ambas mascotas de la familia. Estadísticamente, en Alemania se producen aproximadamente tres ataques fatales de perros al año.

### Irlanda
En Irlanda, el American Bully está restringido, por lo que debe llevar bozal y correa de no más de 2 metros de longitud en público, entre otros requisitos.
El 12 de julio de 2024, la Ministra de Desarrollo Comunitario de Irlanda, Heather Humphreys, anunció planes para introducir una prohibición en dos etapas a partir del 1 de octubre de 2024: la primera fase prohibirá la cría, la reubicación, la reventa y la importación del American Bully, mientras que la segunda limitará la tenencia a perros con licencia, microchip y esterilizados.

### Turquía
En Turquía, es ilegal la posesión o crianza de estos perros.

### Emiratos Árabes Unidos
Los Emiratos Árabes Unidos prohíben la posesión y circulación del American Bully a particulares y establecimientos comerciales.